# Anopheles nimbus
Anopheles nimbus este o specie de țânțari din genul Anopheles, descrisă de Theobald în anul 1902. Conform Catalogue of Life specia Anopheles nimbus nu are subspecii cunoscute.